# Dołynśke (rejon berdiański)
Dołynśke (ukr. Долинське) – wieś na Ukrainie, w obwodzie zaporoskim, w rejonie berdiańskim, w hromadzie Andrijiwka. W 2001 liczyła 339 mieszkańców, spośród których 250 wskazało jako ojczysty język ukraiński, 84 rosyjski, 2 bułgarski, 1 białoruski, 1 ormiański, a 1 inny.